# Chlorota pocarae
Chlorota pocarae är en skalbaggsart som beskrevs av Soula 2002. Chlorota pocarae ingår i släktet Chlorota och familjen Rutelidae. Inga underarter finns listade i Catalogue of Life.